# Opera Concertante
Opera Concertante är en svensk musikteatergrupp som bildades 1984 med syfte att nå nya lyssnargrupper utanför de traditionella operascenerna. Initiativtagare var Karl Gustav Qvarfordt. 
Unga sångare och musiker från Operahögskolan och Kungliga Musikhögskolan i Stockholm har medverkat vid olika konserter. Sedan starten har gruppen genomfört över hundra konserter på olika scener och har erhållit kulturbidrag från Stockholms stad och Stockholms läns landsting bland annat för uppförandet av Opera Spektakel som även spelades för barnpublik. Gruppen har medverkat i Stockholms Musikfestival med Opera Spektakel och med konsert på Strömparterren under Stockholms Vattenfestival.
Genom åren har många av de operasångare och musiker som medverkat blivit etablerade bland annat på Operan i Stockholm eller varit verksamma på andra operascener runt om i världen.

## Några produktioner
- Opera på Mosebacke Etablissement. Måndagskonserter i samarbete med Bo Stenhammar på Mosebacke Etablissement (1984–1991).
- Opera på Krogen. Konserterer på olika restauranger (1986–2002).
- Från Opera till musikal på Musikaliska Akademien med Tua Åberg, Christina Green, Ulrik Qvale, John Erik Eleby och Sofia Flodin. (1999)
- Opera i Stadshuset 1988. Konsert där svenska internationellt verksamma sångare från Staatsoper i Hamburg medverkade. Eva Maria Tersson, Gertrud Hoffstedt, Lars Palerius m.fl.
- Sommarkonsert på Mosebacke Terrassen med sångare som kommit hem från engagemang utomlands. Eva Maria Tersson, Gertrud Hoffstedt, Amelie Fleetwood, Thomas Lander och Gunnar Idenstam. Ett utdrag från konserten spelades i Sveriges Radio P2.[vilket år?]
- Klassisk afton på Skeppsholmen. Konsert under Jazzfestivalen. Eva Maria Tersson, Gertrud Hoffstedt, Sylvia Lindenstrand, Rolf Björling, Esaias Tewolde-Berhan, Jan Eyron, Sven Verde med Wienerensemblen samt Lena Willemark, Björn J:son Lindh, Janne Schaffer m.fl.[vilket år?]
- Opera Spektakel under Stockholms musikfestival och för barn på SAMI:s scen. Christina Green,Ingrid Stark m.fl.[vilket år?]
- Till minnet av Jenny Lind. Konsert på Musikaliska Akademien som Sveriges Radio direktsände i radio på 100-årsdagen (1987) av Jenny Linds död. Britt Marie Aruhn, Björn Asker, Elisabeth Berg, Katarina Pilotti, Lena Hoel, Amelie Fleetwood, Ingrid Tobiasson, Anders Lorentzon, Lennart Forsén, Mark Bartholdson, Bengt Gustavsson, Ulf Lundmark och Inger Stark samt Sven Verde  och Ungdomsorkestern var några som medverkade.
- Wagner i tolv timmar. Konsert på Mosebacke från 12.00 till 24.00 då 35 solister medverkade.[vilket år?]